# Campeonato Brasileiro de Futebol de 1972
O Campeonato Brasileiro de Futebol de 1972, originalmente denominado Campeonato Nacional de Clubes pela CBD, foi a 17.ª edição do Campeonato Brasileiro. A competição foi vencida pelo Palmeiras, na época conhecido como "A Academia", conquistando assim o seu quinto título de campeão brasileiro.
A preocupação política em envolver um número cada vez maior de clubes fez com que este segundo campeonato contasse com vinte e seis equipes (seis a mais que no ano anterior), sendo incluídos um segundo clube baiano e, representantes dos Estados de Alagoas, Amazonas, Pará, Rio Grande do Norte e Sergipe.
Ainda sem acesso e descenso entre divisões, o campeão da Segunda Divisão foi o Sampaio Corrêa.

## Participantes
| Equipe           | Cidade         | Estado | Título(s)                                  |
| ---------------- | -------------- | ------ | ------------------------------------------ |
| ABC              | Natal          | RN     | 0 (não possui)                             |
| America          | Rio de Janeiro | GB     | 0 (não possui)                             |
| América Mineiro  | Belo Horizonte | MG     | 0 (não possui)                             |
| Atlético Mineiro | Belo Horizonte | MG     | 2 (1937 e 1971)                            |
| Bahia            | Salvador       | BA     | 1 (1959)                                   |
| Botafogo         | Rio de Janeiro | GB     | 1 (1968)                                   |
| Ceará            | Fortaleza      | CE     | 0 (não possui)                             |
| Corinthians      | São Paulo      | SP     | 0 (não possui)                             |
| Coritiba         | Curitiba       | PR     | 0 (não possui)                             |
| CRB              | Maceió         | AL     | 0 (não possui)                             |
| Cruzeiro         | Belo Horizonte | MG     | 1 (1966)                                   |
| Flamengo         | Rio de Janeiro | GB     | 0 (não possui)                             |
| Fluminense       | Rio de Janeiro | GB     | 1 (1970)                                   |
| Grêmio           | Porto Alegre   | RS     | 0 (não possui)                             |
| Internacional    | Porto Alegre   | RS     | 0 (não possui)                             |
| Nacional-AM      | Manaus         | AM     | 0 (não possui)                             |
| Náutico          | Recife         | PE     | 0 (não possui)                             |
| Palmeiras        | São Paulo      | SP     | 4 (1960, 1967, 1967 RGP, 1969)             |
| Portuguesa       | São Paulo      | SP     | 0 (não possui)                             |
| Remo             | Belém          | PA     | 0 (não possui)                             |
| Santa Cruz       | Recife         | PE     | 0 (não possui)                             |
| Santos           | Santos         | SP     | 6 (1961, 1962, 1963, 1964, 1965, 1968 RGP) |
| São Paulo        | São Paulo      | SP     | 0 (não possui)                             |
| Sergipe          | Aracaju        | SE     | 0 (não possui)                             |
| Vasco da Gama    | Rio de Janeiro | GB     | 0 (não possui)                             |
| Vitória          | Salvador       | BA     | 0 (não possui)                             |

## Fórmula de disputa

Ademir da Guia durante o jogo Fluminense F.C. e S.E. Palmeiras, 12 de outubro de 1972. Arquivo Nacional.

Primeira Fase: Quatro chaves, sendo duas de seis clubes e duas de sete clubes, turno único. Classificando os quatro melhores colocados de cada chave.
Segunda fase: Quatro chaves com quatro clubes em cada, classificando o campeão de cada chave.
Semifinal: Jogos em turno único, dando preferência de empate ao clube com maior pontuação no campeonato. Classificam-se os vencedores de cada jogo.
Final: Jogo único, com o empate favorecendo o clube com maior pontuação durante o campeonato.

## Primeira fase

### Resultados
| 1ª Rodada                 | 1ª Rodada                 | 1ª Rodada                 | 1ª Rodada                 | 1ª Rodada                 |
| 9, 10 set. e 21 nov. 1972 | 9, 10 set. e 21 nov. 1972 | 9, 10 set. e 21 nov. 1972 | 9, 10 set. e 21 nov. 1972 | 9, 10 set. e 21 nov. 1972 |
| ------------------------- | ------------------------- | ------------------------- | ------------------------- | ------------------------- |
| 09/09                     | Botafogo                  | -                         | Santos                    | 1-1                       |
| 09/09                     | Cruzeiro                  | -                         | América/MG                | 0-0                       |
| 09/09                     | Vitória                   | -                         | Remo                      | 0-0                       |
| 10/09                     | ABC                       | -                         | CRB                       | 0-0                       |
| 10/09                     | Atlético/MG               | -                         | Vasco da Gama             | 0-1                       |
| 10/09                     | Bahia                     | -                         | Nacional/AM               | 1-0                       |
| 10/09                     | Corinthians               | -                         | Fluminense                | 1-1                       |
| 10/09                     | Coritiba                  | -                         | Palmeiras                 | 1-0                       |
| 10/09                     | Flamengo                  | -                         | América/RJ                | 1-1                       |
| 10/09                     | Grêmio                    | -                         | São Paulo                 | 2-0                       |
| 10/09                     | Náutico                   | -                         | Santa Cruz                | 0-0                       |
| 10/09                     | Sergipe                   | -                         | Ceará                     | 1-3                       |
| 21/11                     | Internacional             | -                         | Portuguesa                | 5-1                       |

| 2ª Rodada         | 2ª Rodada         | 2ª Rodada         | 2ª Rodada         | 2ª Rodada         |
| 13 e 14 set. 1972 | 13 e 14 set. 1972 | 13 e 14 set. 1972 | 13 e 14 set. 1972 | 13 e 14 set. 1972 |
| ----------------- | ----------------- | ----------------- | ----------------- | ----------------- |
| 13/09             | ABC               | -                 | São Paulo         | 0-3               |
| 13/09             | América-MG        | -                 | Corinthians       | 0-0               |
| 13/09             | Bahia             | -                 | América/RJ        | 0-0               |
| 13/09             | Ceará             | -                 | Internacional     | 3-1               |
| 13/09             | Coritiba          | -                 | Botafogo          | 0-0               |
| 13/09             | CRB               | -                 | Fluminense        | 0-2               |
| 13/09             | Grêmio            | -                 | Atlético/MG       | 1-0               |
| 13/09             | Nacional/AM       | -                 | Flamengo          | 0-0               |
| 13/09             | Náutico           | -                 | Cruzeiro          | 1-2               |
| 13/09             | Portuguesa        | -                 | Santa Cruz        | 0-1               |
| 13/09             | Remo              | -                 | Vasco da Gama     | 0-0               |
| 13/09             | Sergipe           | -                 | Santos            | 0-1               |
| 14/09             | Vitória           | -                 | Palmeiras         | 0-3               |

| 3ª Rodada         | 3ª Rodada         | 3ª Rodada         | 3ª Rodada         | 3ª Rodada         |
| 16 e 17 set. 1972 | 16 e 17 set. 1972 | 16 e 17 set. 1972 | 16 e 17 set. 1972 | 16 e 17 set. 1972 |
| ----------------- | ----------------- | ----------------- | ----------------- | ----------------- |
| 16/09             | Náutico           | -                 | Fluminense        | 0-1               |
| 17/09             | ABC               | -                 | Internacional     | 1-2               |
| 17/09             | América/MG        | -                 | Portuguesa        | 2-2               |
| 17/09             | Botafogo          | -                 | Grêmio            | 1-2               |
| 17/09             | Ceará             | -                 | São Paulo         | 1-1               |
| 17/09             | Corinthians       | -                 | Atlético/MG       | 1-1               |
| 17/09             | Coritiba          | -                 | Bahia             | 1-0               |
| 17/09             | CRB               | -                 | Cruzeiro          | 1-4               |
| 17/09             | Nacional/AM       | -                 | Vasco da Gama     | 1-3               |
| 17/09             | Remo              | -                 | Flamengo          | 1-2               |
| 17/09             | Santa Cruz        | -                 | América/RJ        | 1-1               |
| 17/09             | Sergipe           | -                 | Palmeiras         | 1-1               |
| 17/09             | Vitória           | -                 | Santos            | 1-0               |

| 4ª Rodada         | 4ª Rodada         | 4ª Rodada         | 4ª Rodada         | 4ª Rodada         |
| 20 e 21 set. 1972 | 20 e 21 set. 1972 | 20 e 21 set. 1972 | 20 e 21 set. 1972 | 20 e 21 set. 1972 |
| ----------------- | ----------------- | ----------------- | ----------------- | ----------------- |
| 20/09             | ABC               | -                 | Nacional/AM       | 3-3               |
| 20/09             | Bahia             | -                 | Remo              | 1-1               |
| 20/09             | Ceará             | -                 | Vitória           | 0-0               |
| 20/09             | Coritiba          | -                 | Santos            | 0-0               |
| 20/09             | CRB               | -                 | Náutico           | 0-0               |
| 20/09             | Cruzeiro          | -                 | Corinthians       | 0-1               |
| 20/09             | Internacional     | -                 | Grêmio            | 1-0               |
| 20/09             | Palmeiras         | -                 | Botafogo          | 2-2               |
| 20/09             | Santa Cruz        | -                 | Sergipe           | 0-0               |
| 20/09             | Vasco da Gama     | -                 | América/RJ        | 3-0               |
| 21/09             | América/MG        | -                 | Fluminense        | 0-0               |
| 21/09             | Flamengo          | -                 | Atlético/MG       | 1-0               |
| 21/09             | São Paulo         | -                 | Portuguesa        | 1-1               |

| 5ª Rodada         | 5ª Rodada         | 5ª Rodada         | 5ª Rodada         | 5ª Rodada         |
| 23 e 24 set. 1972 | 23 e 24 set. 1972 | 23 e 24 set. 1972 | 23 e 24 set. 1972 | 23 e 24 set. 1972 |
| ----------------- | ----------------- | ----------------- | ----------------- | ----------------- |
| 23/09             | Palmeiras         | -                 | Santa Cruz        | 3-0               |
| 23/09             | Vasco da Gama     | -                 | Internacional     | 1-2               |
| 24/09             | ABC               | -                 | Atlético/MG       | 1-2               |
| 24/09             | Ceará             | -                 | Grêmio            | 0-0               |
| 24/09             | Coritiba          | -                 | Sergipe           | 2-0               |
| 24/09             | CRB               | -                 | Portuguesa        | 0-0               |
| 24/09             | Cruzeiro          | -                 | Bahia             | 1-0               |
| 24/09             | Fluminense        | -                 | Santos            | 2-1               |
| 24/09             | Nacional/AM       | -                 | Corinthians       | 2-0               |
| 24/09             | Náutico           | -                 | América/RJ        | 1-1               |
| 24/09             | Remo              | -                 | Botafogo          | 1-1               |
| 24/09             | São Paulo         | -                 | Flamengo          | 0-0               |
| 24/09             | Vitória           | -                 | América/MG        | 0-0               |

| 6ª Rodada         | 6ª Rodada         | 6ª Rodada         | 6ª Rodada         | 6ª Rodada         |
| 27 e 28 set. 1972 | 27 e 28 set. 1972 | 27 e 28 set. 1972 | 27 e 28 set. 1972 | 27 e 28 set. 1972 |
| ----------------- | ----------------- | ----------------- | ----------------- | ----------------- |
| 27/09             | ABC               | -                 | Grêmio            | 1-1               |
| 27/09             | Bahia             | -                 | Flamengo          | 0-1               |
| 27/09             | Ceará             | -                 | Atlético/MG       | 1-3               |
| 27/09             | Coritiba          | -                 | Vitória           | 3-0               |
| 27/09             | CRB               | -                 | América/RJ        | 0-1               |
| 27/09             | Fluminense        | -                 | Cruzeiro          | 1-2               |
| 27/09             | Nacional/AM       | -                 | Botafogo          | 1-2               |
| 27/09             | Náutico           | -                 | Portuguesa        | 2-1               |
| 27/09             | Palmeiras         | -                 | Internacional     | 1-1               |
| 27/09             | Remo              | -                 | Corinthians       | 2-2               |
| 27/09             | Sergipe           | -                 | América/MG        | 0-2               |
| 28/09             | Santa Cruz        | -                 | Vasco da Gama     | 2-0               |
| 28/09             | Santos            | -                 | São Paulo         | 1-0               |

| 7ª Rodada              | 7ª Rodada              | 7ª Rodada              | 7ª Rodada              | 7ª Rodada              |
| 30 set. e 1º out. 1972 | 30 set. e 1º out. 1972 | 30 set. e 1º out. 1972 | 30 set. e 1º out. 1972 | 30 set. e 1º out. 1972 |
| ---------------------- | ---------------------- | ---------------------- | ---------------------- | ---------------------- |
| 30/09                  | Bahia                  | -                      | Grêmio                 | 0-0                    |
| 30/09                  | Náutico                | -                      | Palmeiras              | 1-2                    |
| 01/10                  | ABC                    | -                      | Vasco da Gama          | 1-2                    |
| 01/10                  | Atlético/MG            | -                      | Coritiba               | 2-0                    |
| 01/10                  | Botafogo               | -                      | América/RJ             | 0-2                    |
| 01/10                  | Ceará                  | -                      | Flamengo               | 1-3                    |
| 01/10                  | Corinthians            | -                      | Portuguesa             | 3-2                    |
| 01/10                  | CRB                    | -                      | Santos                 | 1-3                    |
| 01/10                  | Nacional/AM            | -                      | Internacional          | 2-2                    |
| 01/10                  | Remo                   | -                      | São Paulo              | 0-1                    |
| 01/10                  | Santa Cruz             | -                      | América/MG             | 4-1                    |
| 01/10                  | Sergipe                | -                      | Cruzeiro               | 0-1                    |
| 01/10                  | Vitória                | -                      | Fluminense             | 0-0                    |

| 8ª Rodada       | 8ª Rodada       | 8ª Rodada       | 8ª Rodada       | 8ª Rodada       |
| 4 e 5 out. 1972 | 4 e 5 out. 1972 | 4 e 5 out. 1972 | 4 e 5 out. 1972 | 4 e 5 out. 1972 |
| --------------- | --------------- | --------------- | --------------- | --------------- |
| 04/10           | ABC             | -               | Flamengo        | 0-0             |
| 04/10           | América/RJ      | -               | Atlético/MG     | 2-0             |
| 04/10           | Bahia           | -               | Botafogo        | 1-1             |
| 04/10           | Ceará           | -               | Vasco da Gama   | 0-0             |
| 04/10           | Coritiba        | -               | América/MG      | 2-0             |
| 04/10           | CRB             | -               | Palmeiras       | 1-3             |
| 04/10           | Cruzeiro        | -               | Vitória         | 4-0             |
| 04/10           | Grêmio          | -               | Portuguesa      | 1-1             |
| 04/10           | Nacional/AM     | -               | São Paulo       | 1-1             |
| 04/10           | Náutico         | -               | Santos          | 1-1             |
| 04/10           | Remo            | -               | Internacional   | 0-0             |
| 04/10           | Sergipe         | -               | Fluminense      | 1-1             |
| 05/10           | Santa Cruz      | -               | Corinthians     | 3-3             |

| 9ª Rodada       | 9ª Rodada       | 9ª Rodada       | 9ª Rodada       | 9ª Rodada       |
| 7 e 8 out. 1972 | 7 e 8 out. 1972 | 7 e 8 out. 1972 | 7 e 8 out. 1972 | 7 e 8 out. 1972 |
| --------------- | --------------- | --------------- | --------------- | --------------- |
| 07/10           | Náutico         | -               | Corinthians     | 0-1             |
| 07/10           | Remo            | -               | América/RJ      | 0-1             |
| 08/10           | ABC             | -               | Coritiba        | 0-0             |
| 08/10           | Atlético/MG     | -               | Vitória         | 5-0             |
| 08/10           | Bahia           | -               | São Paulo       | 1-0             |
| 08/10           | Ceará           | -               | América/MG      | 2-0             |
| 08/10           | CRB             | -               | Botafogo        | 3-2             |
| 08/10           | Internacional   | -               | Santos          | 0-0             |
| 08/10           | Nacional/AM     | -               | Portuguesa      | 2-0             |
| 08/10           | Palmeiras       | -               | Cruzeiro        | 2-2             |
| 08/10           | Santa Cruz      | -               | Fluminense      | 1-2             |
| 08/10           | Sergipe         | -               | Grêmio          | 0-2             |
| 08/10           | Vasco da Gama   | -               | Flamengo        | 1-2             |

| 10ª Rodada        | 10ª Rodada        | 10ª Rodada        | 10ª Rodada        | 10ª Rodada        |
| 11 e 12 out. 1972 | 11 e 12 out. 1972 | 11 e 12 out. 1972 | 11 e 12 out. 1972 | 11 e 12 out. 1972 |
| ----------------- | ----------------- | ----------------- | ----------------- | ----------------- |
| 11/10             | ABC               | -                 | América/MG        | 1-0               |
| 11/10             | Ceará             | -                 | Coritiba          | 0-0               |
| 11/10             | CRB               | -                 | Corinthians       | 0-0               |
| 11/10             | Cruzeiro          | -                 | Santos            | 2-0               |
| 11/10             | Flamengo          | -                 | Santa Cruz        | 1-0               |
| 11/10             | Grêmio            | -                 | Vitória           | 0-0               |
| 11/10             | Nacional/AM       | -                 | América/RJ        | 0-0               |
| 11/10             | Náutico           | -                 | Botafogo          | 1-2               |
| 11/10             | Remo              | -                 | Portuguesa        | 2-0               |
| 11/10             | São Paulo         | -                 | Vasco da Gama     | 0-1               |
| 11/10             | Sergipe           | -                 | Atlético/MG       | 0-1               |
| 12/10             | Bahia             | -                 | Internacional     | 0-0               |
| 12/10             | Fluminense        | -                 | Palmeiras         | 0-1               |

| 11ª Rodada        | 11ª Rodada        | 11ª Rodada        | 11ª Rodada        | 11ª Rodada        |
| 14 e 15 out. 1972 | 14 e 15 out. 1972 | 14 e 15 out. 1972 | 14 e 15 out. 1972 | 14 e 15 out. 1972 |
| ----------------- | ----------------- | ----------------- | ----------------- | ----------------- |
| 14/10             | Cruzeiro          | -                 | América/RJ        | 2-0               |
| 14/10             | Flamengo          | -                 | Corinthians       | 0-0               |
| 14/10             | Santos            | -                 | Grêmio            | 3-2               |
| 14/10             | Vitória           | -                 | CRB               | 1-0               |
| 15/10             | ABC               | -                 | Remo              | 0-1               |
| 15/10             | Atlético/MG       | -                 | Fluminense        | 2-0               |
| 15/10             | Bahia             | -                 | Santa Cruz        | 1-1               |
| 15/10             | Ceará             | -                 | Nacional/AM       | 1-0               |
| 15/10             | Coritiba          | -                 | São Paulo         | 4-0               |
| 15/10             | Internacional     | -                 | América/MG        | 0-0               |
| 15/10             | Náutico           | -                 | Sergipe           | 3-0               |
| 15/10             | Palmeiras         | -                 | Portuguesa        | 1-0               |
| 15/10             | Vasco da Gama     | -                 | Botafogo          | 0-0               |

| 12ª Rodada        | 12ª Rodada        | 12ª Rodada        | 12ª Rodada        | 12ª Rodada        |
| 18 e 19 out. 1972 | 18 e 19 out. 1972 | 18 e 19 out. 1972 | 18 e 19 out. 1972 | 18 e 19 out. 1972 |
| ----------------- | ----------------- | ----------------- | ----------------- | ----------------- |
| 18/10             | Atlético/MG       | -                 | Palmeiras         | 0-3               |
| 18/10             | Coritiba          | -                 | Flamengo          | 2-1               |
| 18/10             | CRB               | -                 | Bahia             | 0-0               |
| 18/10             | Fluminense        | -                 | Portuguesa        | 2-2               |
| 18/10             | Grêmio            | -                 | Cruzeiro          | 1-1               |
| 18/10             | Remo              | -                 | Ceará             | 1-1               |
| 18/10             | São Paulo         | -                 | Corinthians       | 3-1               |
| 18/10             | Santa Cruz        | -                 | Nacional/AM       | 2-1               |
| 18/10             | Sergipe           | -                 | ABC               | 0-1               |
| 18/10             | Vitória           | -                 | Náutico           | 0-1               |
| 19/10             | América/MG        | -                 | Vasco da Gama     | 0-0               |
| 19/10             | América/RJ        | -                 | Santos            | 0-2               |
| 19/10             | Internacional     | -                 | Botafogo          | 0-0               |

| 13ª Rodada        | 13ª Rodada        | 13ª Rodada        | 13ª Rodada        | 13ª Rodada        |
| 21 e 22 out. 1972 | 21 e 22 out. 1972 | 21 e 22 out. 1972 | 21 e 22 out. 1972 | 21 e 22 out. 1972 |
| ----------------- | ----------------- | ----------------- | ----------------- | ----------------- |
| 21/10             | Atlético/MG       | -                 | Portuguesa        | 1-0               |
| 21/10             | Ceará             | -                 | ABC               | 1-0               |
| 21/10             | Coritiba          | -                 | América/RJ        | 3-3               |
| 21/10             | CRB               | -                 | Nacional/AM       | 1-2               |
| 21/10             | Cruzeiro          | -                 | Internacional     | 1-1               |
| 21/10             | Palmeiras         | -                 | Flamengo          | 1-0               |
| 21/10             | São Paulo         | -                 | Fluminense        | 0-3               |
| 21/10             | Sergipe           | -                 | Vitória           | 0-2               |
| 22/10             | Corinthians       | -                 | Botafogo          | 0-0               |
| 22/10             | Grêmio            | -                 | América/MG        | 1-0               |
| 22/10             | Náutico           | -                 | Bahia             | 0-0               |
| 22/09             | Remo              | -                 | Santa Cruz        | 4-0               |
| 22/10             | Vasco da Gama     | -                 | Santos            | 1-1               |

| 14ª Rodada        | 14ª Rodada        | 14ª Rodada        | 14ª Rodada        | 14ª Rodada        |
| 25 e 26 out. 1972 | 25 e 26 out. 1972 | 25 e 26 out. 1972 | 25 e 26 out. 1972 | 25 e 26 out. 1972 |
| ----------------- | ----------------- | ----------------- | ----------------- | ----------------- |
| 25/10             | ABC               | -                 | América/RJ        | 0-1               |
| 25/10             | Ceará             | -                 | Portuguesa        | 1-4               |
| 25/10             | CRB               | -                 | Grêmio            | 0-2               |
| 25/10             | Internacional     | -                 | Flamengo          | 0-0               |
| 25/10             | Nacional/AM       | -                 | América/MG        | 1-1               |
| 25/10             | Palmeiras         | -                 | Santos            | 0-1               |
| 25/10             | Remo              | -                 | Coritiba          | 0-0               |
| 25/10             | Santa Cruz        | -                 | São Paulo         | 2-2               |
| 25/10             | Sergipe           | -                 | Corinthians       | 1-3               |
| 25/10             | Vasco da Gama     | -                 | Cruzeiro          | 1-0               |
| 25/10             | Vitória           | -                 | Botafogo          | 1-0               |
| 26/10             | Bahia             | -                 | Fluminense        | 1-0               |
| 26/10             | Náutico           | -                 | Atlético/MG       | 3-0               |

| 15ª Rodada        | 15ª Rodada        | 15ª Rodada        | 15ª Rodada        | 15ª Rodada        |
| 28 e 29 ott. 1972 | 28 e 29 ott. 1972 | 28 e 29 ott. 1972 | 28 e 29 ott. 1972 | 28 e 29 ott. 1972 |
| ----------------- | ----------------- | ----------------- | ----------------- | ----------------- |
| 28/10             | Náutico           | -                 | Grêmio            | 1-1               |
| 28/10             | Vasco da Gama     | -                 | Palmeiras         | 0-0               |
| 28/10             | Vitória           | -                 | Corinthians       | 1-2               |
| 29/10             | ABC               | -                 | Portuguesa        | 2-1               |
| 29/10             | Bahia             | -                 | Santos            | 0-2               |
| 29/10             | Ceará             | -                 | América/RJ        | 1-1               |
| 29/10             | CRB               | -                 | Atlético/MG       | 1-1               |
| 29/10             | Flamengo          | -                 | Fluminense        | 0-1               |
| 29/10             | Nacional/AM       | -                 | Coritiba          | 1-2               |
| 29/10             | Remo              | -                 | América/MG        | 0-0               |
| 29/10             | São Paulo         | -                 | Cruzeiro          | 2-1               |
| 29/10             | Santa Cruz        | -                 | Internacional     | 2-3               |
| 29/10             | Sergipe           | -                 | Botafogo          | 0-1               |

| 16ª Rodada      | 16ª Rodada      | 16ª Rodada      | 16ª Rodada      | 16ª Rodada      |
| 1 e 2 nov. 1972 | 1 e 2 nov. 1972 | 1 e 2 nov. 1972 | 1 e 2 nov. 1972 | 1 e 2 nov. 1972 |
| --------------- | --------------- | --------------- | --------------- | --------------- |
| 01/11           | ABC             | -               | Bahia           | 0-1             |
| 01/11           | América/MG      | -               | Santos          | 1-1             |
| 01/11           | Botafogo        | -               | Cruzeiro        | 1-1             |
| 01/11           | Ceará           | -               | Náutico         | 2-1             |
| 01/11           | Corinthians     | -               | Palmeiras       | 1-0             |
| 01/11           | Coritiba        | -               | Fluminense      | 2-0             |
| 01/11           | Internacional   | -               | América/RJ      | 0-1             |
| 01/11           | Santa Cruz      | -               | CRB             | 1-1             |
| 01/11           | Sergipe         | -               | Remo            | 3-0             |
| 01/11           | Vitória         | -               | Nacional/AM     | 0-0             |
| 02/11           | Grêmio          | -               | Vasco da Gama   | 0-1             |
| 02/11           | Portuguesa      | -               | Flamengo        | 0-1             |
| 02/11           | São Paulo       | -               | Atlético/MG     | 2-1             |

| 17ª Rodada  | 17ª Rodada  | 17ª Rodada  | 17ª Rodada    | 17ª Rodada  |
| 5 nov. 1972 | 5 nov. 1972 | 5 nov. 1972 | 5 nov. 1972   | 5 nov. 1972 |
| ----------- | ----------- | ----------- | ------------- | ----------- |
| 05/11       | ABC         | -           | Fluminense    | 0-1         |
| 05/11       | Atlético/MG | -           | Botafogo      | 2-0         |
| 05/11       | Bahia       | -           | América/MG    | 2-1         |
| 05/11       | Ceará       | -           | Cruzeiro      | 1-1         |
| 05/11       | Coritiba    | -           | Corinthians   | 0-1         |
| 05/11       | CRB         | -           | Internacional | 2-3         |
| 05/11       | Flamengo    | -           | Vitória       | 1-0         |
| 05/11       | Grêmio      | -           | Santa Cruz    | 0-1         |
| 05/11       | Nacional/AM | -           | Palmeiras     | 0-0         |
| 05/11       | Náutico     | -           | São Paulo     | 0-6         |
| 05/11       | Portuguesa  | -           | América/RJ    | 1-0         |
| 05/11       | Remo        | -           | Santos        | 1-1         |
| 05/11       | Sergipe     | -           | Vasco da Gama | 0-2         |

| 18ª Rodada      | 18ª Rodada      | 18ª Rodada      | 18ª Rodada      | 18ª Rodada      |
| 8 e 9 nov. 1972 | 8 e 9 nov. 1972 | 8 e 9 nov. 1972 | 8 e 9 nov. 1972 | 8 e 9 nov. 1972 |
| --------------- | --------------- | --------------- | --------------- | --------------- |
| 08/11           | ABC             | -               | Cruzeiro        | 0-2             |
| 08/11           | América-RJ      | -               | América-MG      | 3-0             |
| 08/11           | Bahia           | -               | Atlético-MG     | 1-3             |
| 08/11           | Ceará           | -               | Fluminense      | 3-0             |
| 08/11           | Corinthians     | -               | Grêmio          | 1-0             |
| 08/11           | Coritiba        | -               | Portuguesa      | 1-1             |
| 08/11           | CRB             | -               | São Paulo       | 2-6             |
| 08/11           | Nacional-AM     | -               | Santos          | 0-0             |
| 08/11           | Remo            | -               | Palmeiras       | 0-2             |
| 08/11           | Santa Cruz      | -               | Botafogo        | 3-2             |
| 08/11           | Sergipe         | -               | Flamengo        | 0-2             |
| 09/11           | Náutico         | -               | Internacional   | 0-1             |
| 09/11           | Vitória         | -               | Vasco da Gama   | 2-0             |

| 19ª Rodada        | 19ª Rodada        | 19ª Rodada        | 19ª Rodada        | 19ª Rodada        |
| 11 e 12 nov. 1972 | 11 e 12 nov. 1972 | 11 e 12 nov. 1972 | 11 e 12 nov. 1972 | 11 e 12 nov. 1972 |
| ----------------- | ----------------- | ----------------- | ----------------- | ----------------- |
| 11/11             | América-MG        | -                 | Flamengo          | 2-0               |
| 11/11             | Botafogo          | -                 | São Paulo         | 3-2               |
| 12/11             | ABC               | -                 | Santa Cruz        | 2-0               |
| 12/11             | Bahia             | -                 | Vitória           | 0-0               |
| 12/11             | Ceará             | -                 | CRB               | 2-2               |
| 12/11             | Corinthians       | -                 | Vasco da Gama     | 1-1               |
| 12/11             | Coritiba          | -                 | Internacional     | 2-1               |
| 12/11             | Cruzeiro          | -                 | Atlético-MG       | 0-0               |
| 12/11             | Fluminense        | -                 | América-RJ        | 0-0               |
| 12/11             | Grêmio            | -                 | Palmeiras         | 0-1               |
| 12/11             | Náutico           | -                 | Remo              | 2-2               |
| 12/11             | Portuguesa        | -                 | Santos            | 2-0               |
| 12/11             | Sergipe           | -                 | Nacional-AM       | 0-0               |

| 20ª Rodada        | 20ª Rodada        | 20ª Rodada        | 20ª Rodada        | 20ª Rodada        |
| 15 e 16 nov. 1972 | 15 e 16 nov. 1972 | 15 e 16 nov. 1972 | 15 e 16 nov. 1972 | 15 e 16 nov. 1972 |
| ----------------- | ----------------- | ----------------- | ----------------- | ----------------- |
| 15/11             | Flamengo          | -                 | Botafogo          | 0-6               |
| 16/11             | ABC               | -                 | Náutico           | 3-4               |
| 16/11             | Atlético-MG       | -                 | Santos            | 0-1               |
| 16/11             | Ceará             | -                 | Bahia             | 0-0               |
| 16/11             | Coritiba          | -                 | Vasco da Gama     | 1-1               |
| 16/11             | CRB               | -                 | Sergipe           | 0-3               |
| 16/11             | Cruzeiro          | -                 | Portuguesa        | 2-0               |
| 16/11             | Fluminense        | -                 | Grêmio            | 2-0               |
| 16/11             | Internacional     | -                 | Corinthians       | 2-0               |
| 16/11             | Palmeiras         | -                 | América-RJ        | 2-0               |
| 16/11             | Remo              | -                 | Nacional-AM       | 1-0               |
| 16/11             | São Paulo         | -                 | América-MG        | 2-1               |
| 16/11             | Santa Cruz        | -                 | Vitória           | 1-1               |

| 21ª Rodada        | 21ª Rodada        | 21ª Rodada        | 21ª Rodada        | 21ª Rodada        |
| 18 e 19 nov. 1972 | 18 e 19 nov. 1972 | 18 e 19 nov. 1972 | 18 e 19 nov. 1972 | 18 e 19 nov. 1972 |
| ----------------- | ----------------- | ----------------- | ----------------- | ----------------- |
| 18/11             | Internacional     | -                 | Atlético-MG       | 1-1               |
| 18/11             | Vasco da Gama     | -                 | Portuguesa        | 3-1               |
| 19/11             | ABC               | -                 | Vitória           | 0-0               |
| 19/11             | América-MG        | -                 | Palmeiras         | 1-2               |
| 19/11             | Botafogo          | -                 | Fluminense        | 2-1               |
| 19/11             | Ceará             | -                 | Corinthians       | 0-1               |
| 19/11             | Coritiba          | -                 | Cruzeiro          | 2-3               |
| 19/11             | CRB               | -                 | Remo              | 1-1               |
| 19/11             | Grêmio            | -                 | Flamengo          | 1-0               |
| 19/11             | Nacional-AM       | -                 | Náutico           | 2-3               |
| 19/11             | São Paulo         | -                 | América-RJ        | 2-0               |
| 19/11             | Santa Cruz        | -                 | Santos            | 2-4               |
| 19/11             | Sergipe           | -                 | Bahia             | 1-2               |

| 22ª Rodada        | 22ª Rodada        | 22ª Rodada        | 22ª Rodada        | 22ª Rodada        |
| 22 e 23 nov. 1972 | 22 e 23 nov. 1972 | 22 e 23 nov. 1972 | 22 e 23 nov. 1972 | 22 e 23 nov. 1972 |
| ----------------- | ----------------- | ----------------- | ----------------- | ----------------- |
| 22/11             | ABC               | -                 | Corinthians       | 0-3               |
| 22/11             | Atlético-MG       | -                 | Nacional-AM       | 4-2               |
| 22/11             | Ceará             | -                 | Botafogo          | 0-0               |
| 22/11             | CRB               | -                 | Coritiba          | 0-3               |
| 22/11             | Cruzeiro          | -                 | Santa Cruz        | 1-0               |
| 22/11             | Náutico           | -                 | América-MG        | 3-2               |
| 22/11             | Palmeiras         | -                 | São Paulo         | 0-0               |
| 22/11             | Remo              | -                 | Grêmio            | 0-1               |
| 22/11             | Sergipe           | -                 | América-RJ        | 0-1               |
| 22/11             | Vasco da Gama     | -                 | Bahia             | 0-0               |
| 23/11             | Fluminense        | -                 | Internacional     | 0-0               |
| 23/11             | Santos            | -                 | Flamengo          | 0-0               |
| 23/11             | Vitória           | -                 | Portuguesa        | 0-0               |

| 23ª Rodada        | 23ª Rodada        | 23ª Rodada        | 23ª Rodada        | 23ª Rodada        |
| 24 e 25 nov. 1972 | 24 e 25 nov. 1972 | 24 e 25 nov. 1972 | 24 e 25 nov. 1972 | 24 e 25 nov. 1972 |
| ----------------- | ----------------- | ----------------- | ----------------- | ----------------- |
| 24/11             | Náutico           | -                 | Coritiba          | 1-1               |
| 24/11             | Palmeiras         | -                 | Bahia             | 4-1               |
| 25/11             | ABC               | -                 | Botafogo          | 2-1               |
| 25/11             | CRB               | -                 | América-MG        | 0-0               |
| 25/11             | Cruzeiro          | -                 | Flamengo          | 1-1               |
| 25/11             | Internacional     | -                 | São Paulo         | 3-1               |
| 25/11             | Nacional-AM       | -                 | Grêmio            | 0-2               |
| 25/11             | Remo              | -                 | Atlético-MG       | 1-1               |
| 25/11             | Santa Cruz        | -                 | Ceará             | 1-1               |
| 25/11             | Santos            | -                 | Corinthians       | 4-0               |
| 25/11             | Sergipe           | -                 | Portuguesa        | 1-1               |
| 25/11             | Vasco da Gama     | -                 | Fluminense        | 0-0               |
| 25/11             | Vitória           | -                 | América-RJ        | 2-0               |

| 24ª Rodada   | 24ª Rodada    | 24ª Rodada   | 24ª Rodada    | 24ª Rodada   |
| 29 nov. 1972 | 29 nov. 1972  | 29 nov. 1972 | 29 nov. 1972  | 29 nov. 1972 |
| ------------ | ------------- | ------------ | ------------- | ------------ |
| 29/11        | ABC           | -            | Santos        | 0-2          |
| 29/11        | Atlético-MG   | -            | América-MG    | 1-1          |
| 29/11        | Ceará         | -            | Palmeiras     | 0-3          |
| 29/11        | Corinthians   | -            | Bahia         | 3-1          |
| 29/11        | CRB           | -            | Vasco da Gama | 0-0          |
| 29/11        | Grêmio        | -            | América-RJ    | 0-0          |
| 29/11        | Internacional | -            | Vitória       | 1-0          |
| 29/11        | Nacional-AM   | -            | Cruzeiro      | 2-1          |
| 29/11        | Náutico       | -            | Flamengo      | 0-1          |
| 29/11        | Portuguesa    | -            | Botafogo      | 1-1          |
| 29/11        | Remo          | -            | Fluminense    | 0-0          |
| 29/11        | Santa Cruz    | -            | Coritiba      | 1-2          |
| 29/11        | Sergipe       | -            | São Paulo     | 0-5          |

| 25ª Rodada      | 25ª Rodada      | 25ª Rodada      | 25ª Rodada      | 25ª Rodada      |
| 2 e 3 dez. 1972 | 2 e 3 dez. 1972 | 2 e 3 dez. 1972 | 2 e 3 dez. 1972 | 2 e 3 dez. 1972 |
| --------------- | --------------- | --------------- | --------------- | --------------- |
| 02/12           | Náutico         | -               | Vasco da Gama   | 1-2             |
| 03/12           | ABC             | -               | Palmeiras       | 2-2             |
| 03/12           | América-MG      | -               | Botafogo        | 3-1             |
| 03/12           | América-RJ      | -               | Corinthians     | 0-0             |
| 03/12           | Bahia           | -               | Portuguesa      | 2-3             |
| 03/12           | Ceará           | -               | Santos          | 2-1             |
| 03/12           | Coritiba        | -               | Grêmio          | 1-2             |
| 03/12           | CRB             | -               | Flamengo        | 2-5             |
| 03/12           | Nacional-AM     | -               | Fluminense      | 0-1             |
| 03/12           | Remo            | -               | Cruzeiro        | 2-2             |
| 03/12           | São Paulo       | -               | Vitória         | 5-2             |
| 03/12           | Santa Cruz      | -               | Atlético-MG     | 2-0             |
| 03/12           | Sergipe         | -               | Internacional   | 2-4             |

## Segunda Fase

### Grupo 1

#### Resultados
| 1ª Rodada     | 1ª Rodada    | 1ª Rodada    | 1ª Rodada    |
| 10 dez. 1972  | 10 dez. 1972 | 10 dez. 1972 | 10 dez. 1972 |
| ------------- | ------------ | ------------ | ------------ |
| Internacional | -            | Cruzeiro     | 3-2          |
| Vasco da Gama | -            | Flamengo     | 1-1          |

| 2ª Rodada     | 2ª Rodada    | 2ª Rodada     | 2ª Rodada    |
| 14 dez. 1972  | 14 dez. 1972 | 14 dez. 1972  | 14 dez. 1972 |
| ------------- | ------------ | ------------- | ------------ |
| Flamengo      | -            | Internacional | 1-3          |
| Vasco da Gama | -            | Cruzeiro      | 3-1          |

| 3ª Rodada     | 3ª Rodada    | 3ª Rodada     | 3ª Rodada    |
| 18 dez. 1972  | 18 dez. 1972 | 18 dez. 1972  | 18 dez. 1972 |
| ------------- | ------------ | ------------- | ------------ |
| Cruzeiro      | -            | Flamengo      | 1-1          |
| Internacional | -            | Vasco da Gama | 1-1          |

#### Classificação
| Pos. | Squadra       | Pt | G | V | E | P | GF | GS | DR |
| ---- | ------------- | -- | - | - | - | - | -- | -- | -- |
| 1    | Internacional | 5  | 3 | 2 | 1 | 0 | 7  | 4  | +3 |
| 2    | Vasco da Gama | 4  | 3 | 1 | 2 | 0 | 5  | 3  | +2 |
| 3    | Flamengo      | 2  | 3 | 0 | 2 | 1 | 3  | 5  | -2 |
| 4    | Cruzeiro      | 1  | 3 | 0 | 1 | 2 | 4  | 7  | -3 |

- Internacional Classificado

### Grupo 2

#### Resultados
| 1ª Rodada    | 1ª Rodada    | 1ª Rodada    | 1ª Rodada    |
| 10 dez. 1972 | 10 dez. 1972 | 10 dez. 1972 | 10 dez. 1972 |
| ------------ | ------------ | ------------ | ------------ |
| Coritiba     | -            | América-RJ   | 2-1          |
| São Paulo    | -            | Palmeiras    | 2-0          |

| 2ª Rodada    | 2ª Rodada    | 2ª Rodada    | 2ª Rodada    |
| 13 dez. 1972 | 13 dez. 1972 | 13 dez. 1972 | 13 dez. 1972 |
| ------------ | ------------ | ------------ | ------------ |
| Palmeiras    | -            | América-RJ   | 3-1          |
| São Paulo    | -            | Coritiba     | 2-0          |

| 3ª Rodada    | 3ª Rodada    | 3ª Rodada    | 3ª Rodada    |
| 16 dez. 1972 | 16 dez. 1972 | 16 dez. 1972 | 16 dez. 1972 |
| ------------ | ------------ | ------------ | ------------ |
| América-RJ   | -            | São Paulo    | 1-0          |
| Palmeiras    | -            | Coritiba     | 3-0          |

#### Classificação
| Pos. | Squadra   | Pt | G | V | E | P | GF | GS | DR |
| ---- | --------- | -- | - | - | - | - | -- | -- | -- |
| 1    | Palmeiras | 4  | 3 | 2 | 0 | 1 | 6  | 3  | +3 |
| 2    | São Paulo | 4  | 3 | 2 | 0 | 1 | 4  | 1  | +3 |
| 3    | Coritiba  | 2  | 3 | 1 | 0 | 2 | 2  | 6  | -4 |
| 4    | America   | 2  | 3 | 1 | 0 | 2 | 3  | 5  | -2 |

- Palmeiras Classificado.

### Grupo 3

#### Resultados
| 1ª Rodada        | 1ª Rodada        | 1ª Rodada        | 1ª Rodada        |
| 9 e 10 dez. 1972 | 9 e 10 dez. 1972 | 9 e 10 dez. 1972 | 9 e 10 dez. 1972 |
| ---------------- | ---------------- | ---------------- | ---------------- |
| Fluminense       | -                | Ceará            | 0-0              |
| Atlético-MG      | -                | Corinthians      | 0-0              |

| 2ª Rodada         | 2ª Rodada         | 2ª Rodada         | 2ª Rodada         |
| 13 e 14 dez. 1972 | 13 e 14 dez. 1972 | 13 e 14 dez. 1972 | 13 e 14 dez. 1972 |
| ----------------- | ----------------- | ----------------- | ----------------- |
| Fluminense        | -                 | Atlético-MG       | 2-3               |
| Corinthians       | -                 | Ceará             | 1-0               |

| 3ª Rodada    | 3ª Rodada    | 3ª Rodada    | 3ª Rodada    |
| 18 dez. 1972 | 18 dez. 1972 | 18 dez. 1972 | 18 dez. 1972 |
| ------------ | ------------ | ------------ | ------------ |
| Ceará        | -            | Atlético-MG  | 1-1          |
| Corinthians  | -            | Fluminense   | 0-0          |

#### Classificação
| Pos. | Squadra          | Pt | G | V | E | P | GF | GS | DR |
| ---- | ---------------- | -- | - | - | - | - | -- | -- | -- |
| 1    | Corinthians      | 4  | 3 | 1 | 2 | 0 | 1  | 0  | +1 |
| 2    | Atlético Mineiro | 4  | 3 | 1 | 2 | 0 | 4  | 3  | +1 |
| 3    | Ceará            | 2  | 3 | 0 | 1 | 2 | 1  | 2  | -1 |
| 3    | Fluminense       | 2  | 3 | 0 | 2 | 1 | 2  | 3  | -1 |

- Corinthians Classificado.

### Grupo 4

#### Resultados
| 1ª Rodada   | 1ª Rodada   | 1ª Rodada   | 1ª Rodada   |
| 9 dez. 1972 | 9 dez. 1972 | 9 dez. 1972 | 9 dez. 1972 |
| ----------- | ----------- | ----------- | ----------- |
| Santos      | -           | Santa Cruz  | 2-0         |
| Grêmio      | -           | Botafogo    | 0-0         |

| 2ª Rodada         | 2ª Rodada         | 2ª Rodada         | 2ª Rodada         |
| 13 e 14 dez. 1972 | 13 e 14 dez. 1972 | 13 e 14 dez. 1972 | 13 e 14 dez. 1972 |
| ----------------- | ----------------- | ----------------- | ----------------- |
| Botafogo          | -                 | Santa Cruz        | 4-1               |
| Santos            | -                 | Grêmio            | 0-1               |

| 3ª Rodada    | 3ª Rodada    | 3ª Rodada    | 3ª Rodada    |
| 18 dez. 1972 | 18 dez. 1972 | 18 dez. 1972 | 18 dez. 1972 |
| ------------ | ------------ | ------------ | ------------ |
| Botafogo     | -            | Santos       | 2-1          |
| Santa Cruz   | -            | Grêmio       | 2-1          |

#### Classificação
| Pos. | Squadra    | Pt | G | V | E | P | GF | GS | DR |
| ---- | ---------- | -- | - | - | - | - | -- | -- | -- |
| 1    | Botafogo   | 5  | 3 | 2 | 1 | 0 | 6  | 2  | +4 |
| 2    | Grêmio     | 3  | 3 | 1 | 1 | 1 | 2  | 2  | 0  |
| 3    | Santos     | 2  | 3 | 1 | 0 | 2 | 3  | 3  | 0  |
| 4    | Santa Cruz | 2  | 3 | 1 | 0 | 2 | 3  | 7  | -4 |

- Botafogo Classificado.

## Fase final
|  | Semifinais               | Semifinais |   |  | Final                   | Final |  |
|  |                          |            |   |  |                         |       |  |
|  | 20 de dezembro, Pacaembu |            |   |  |                         |       |  |
|  | Palmeiras                | 1          |   |  |                         |       |  |
|  | Internacional            | 1          |   |  |                         |       |  |
|  |                          |            |   |  |                         |       |  |
|  |                          |            |   |  | 23 de dezembro, Morumbi |       |  |
|  |                          |            |   |  | Palmeiras               | 0     |  |
|  |                          | Botafogo   | 0 |  |                         |       |  |
|  |                          |            |   |  |                         |       |  |
|  |                          |            |   |  |                         |       |  |
|  |                          |            |   |  |                         |       |  |
|  | 20 de dezembro, Maracanã |            |   |  |                         |       |  |
|  | Botafogo                 | 2          |   |  |                         |       |  |
|  | Corinthians              | 1          |   |  |                         |       |  |

## Semifinais
| 20 de dezembro de 1972 | Palmeiras | 0 – 0 | Internacional | Pacaembu, São Paulo                           |
|                        |           |       |               | Público: 47 822 Árbitro: Arnaldo Cézar Coelho |

Palmeiras: Leão; Eurico, Luís Pereira, Alfredo Mostarda e Zeca; Dudu (Ronaldo) e Ademir da Guia; Edu Bala, Madurga (Fedato), Leivinha e Nei. Técnico: Oswaldo Brandão	
Internacional: Schneider; Cláudio Duarte, Figueroa, Pontes e Jorge Andrade; Carpegiani e Tovar (Escurinho); Valdomiro, Bráulio (Carbone), Claudiomiro e Volmir. Técnico: Dino Sani
| 20 de dezembro de 1972 | Botafogo                | 2 – 1 | Corinthians     | Maracanã, Rio de Janeiro                  |
|                        | Jairzinho 60' · Nei 83' |       | Nélson Lopes 8' | Público: 68 965 Árbitro: Sebastião Rufino |

Botafogo: Wendell; Valtencir, Brito, Osmar e Marinho; Carlos Roberto, Nei e Ademir (Dorinho); Zequinha (Ferretti), Jairzinho e Fischer. Técnico: Sebastião Leônidas
Corinthians: Ado; Zé Maria, Baldocchi, Luís Carlos e Pedrinho; Tião, Rivelino e Nélson Lopes; Paulo Borges, Sicupira e Marco Antônio (Vaguinho). Técnico: Duque	

## Final
| 23 de dezembro de 1972 | Palmeiras | 0 – 0 | Botafogo | Morumbi, São Paulo                      |
|                        |           |       |          | Público: 58 287 Árbitro: Agomar Martins |

Palmeiras: Leão, Eurico, Luís Pereira, Alfredo e Zeca; Dudu (Zé Carlos) e Ademir da Guia, Edu Bala (Ronaldo), Leivinha, Madurga e Nei. Técnico: Osvaldo Brandão.
Botafogo: Cao, Valtencir, Brito, Osmar Guarnelli e Marinho Chagas, Carlos Roberto e Nei Conceição; Zequinha, Jairzinho, Fischer e Ademir Vicente (Ferreti). Técnico: Sebastião Leônidas.
- Com o empate, o Palmeiras sagrou-se campeão, por ter somado mais pontos durante todo o campeonato (42, contra 33 do Botafogo).

## Premiação
| Campeonato Brasileiro de Futebol de 1972          |
| São Paulo                                         |
| ------------------------------------------------- |
| Sociedade Esportiva Palmeiras Campeão (5° título) |

## Classificação final
| Classificação final | Classificação final | Classificação final | Classificação final | Classificação final | Classificação final | Classificação final | Classificação final | Classificação final | Classificação final | Classificação final | Classificação final |
| Time | Time                | PG                  | J                   | V                   | E                   | D                   | GP                  | GC                  | SG                  |                     |                     |
| --- | ------------------- | ------------------- | ------------------- | ------------------- | ------------------- | ------------------- | ------------------- | ------------------- | ------------------- | ------------------- | ------------------- |
| 1 | Palmeiras           | 42                  | 30                  | 16                  | 10                  | 4                   | 46                  | 19                  | 27                  |                     |                     |
| 2 | Botafogo            | 31                  | 30                  | 9                   | 13                  | 8                   | 38                  | 33                  | 5                   |                     |                     |
| 3 | Internacional       | 40                  | 29                  | 13                  | 14                  | 2                   | 42                  | 25                  | 17                  |                     |                     |
| 4 | Corinthians         | 36                  | 29                  | 12                  | 12                  | 5                   | 31                  | 26                  | 5                   |                     |                     |
| 5 | Coritiba            | 35                  | 28                  | 13                  | 9                   | 6                   | 36                  | 23                  | 13                  |                     |                     |
| 6 | Cruzeiro            | 34                  | 28                  | 12                  | 10                  | 6                   | 41                  | 27                  | 14                  |                     |                     |
| 7 | Vasco da Gama       | 34                  | 28                  | 11                  | 12                  | 5                   | 28                  | 18                  | 10                  |                     |                     |
| 8 | Santos              | 33                  | 28                  | 12                  | 9                   | 7                   | 34                  | 22                  | 12                  |                     |                     |
| 9 | São Paulo           | 32                  | 28                  | 13                  | 6                   | 9                   | 49                  | 32                  | 17                  |                     |                     |
| 10 | Grêmio              | 31                  | 28                  | 11                  | 9                   | 8                   | 24                  | 18                  | 6                   |                     |                     |
| 11 | Ceará               | 30                  | 28                  | 8                   | 14                  | 6                   | 28                  | 27                  | 1                   |                     |                     |
| 12 | Flamengo            | 30                  | 28                  | 10                  | 10                  | 8                   | 24                  | 25                  | -1                  |                     |                     |
| 13 | Atlético Mineiro    | 30                  | 28                  | 11                  | 8                   | 9                   | 35                  | 29                  | 6                   |                     |                     |
| 14 | Fluminense          | 29                  | 28                  | 9                   | 11                  | 8                   | 23                  | 22                  | 1                   |                     |                     |
| 15 | America             | 28                  | 28                  | 9                   | 10                  | 9                   | 22                  | 26                  | -4                  |                     |                     |
| 16 | Santa Cruz          | 25                  | 28                  | 8                   | 9                   | 11                  | 34                  | 43                  | -9                  |                     |                     |
| 17 | Remo                | 25                  | 25                  | 5                   | 15                  | 5                   | 21                  | 20                  | 1                   |                     |                     |
| 18 | Bahia               | 23                  | 25                  | 6                   | 11                  | 8                   | 16                  | 23                  | -7                  |                     |                     |
| 19 | Náutico             | 22                  | 25                  | 7                   | 8                   | 10                  | 30                  | 34                  | -4                  |                     |                     |
| 20 | Vitória             | 22                  | 25                  | 6                   | 10                  | 9                   | 13                  | 26                  | -13                 |                     |                     |
| 21 | Nacional-AM         | 18                  | 25                  | 4                   | 10                  | 11                  | 23                  | 31                  | -8                  |                     |                     |
| 22 | América Mineiro     | 18                  | 25                  | 3                   | 12                  | 10                  | 18                  | 28                  | -10                 |                     |                     |
| 23 | Portuguesa          | 17                  | 25                  | 4                   | 9                   | 12                  | 25                  | 37                  | -12                 |                     |                     |
| 24 | ABC                 | 17                  | 25                  | 5                   | 7                   | 13                  | 20                  | 33                  | -13                 |                     |                     |
| 25 | CRB                 | 13                  | 25                  | 1                   | 11                  | 13                  | 18                  | 45                  | -27                 |                     |                     |
| 26 | Sergipe             | 9                   | 25                  | 2                   | 5                   | 18                  | 14                  | 41                  | -27                 |                     |                     |
| PG - pontos ganhos; J - jogos; V - vitórias; E - empates; D - derrotas; GP - gols pró; GC - gols contra; SG - saldo de gols; AP - Aproveitamento |                     |                     |                     |                     |                     |                     |                     |                     |                     |                     |                     |

|  |                          |
|  | Disputaram a Fase Final  |
|  | Eliminados na Semi-Final |
|  | Eliminados na 2ª Fase    |